# ヴィボルグ

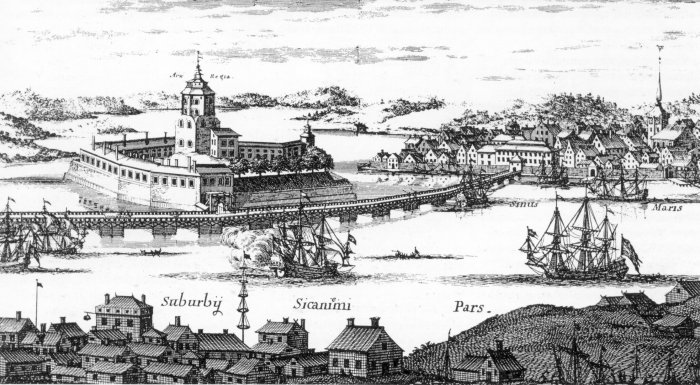
1700年ごろのエッチング

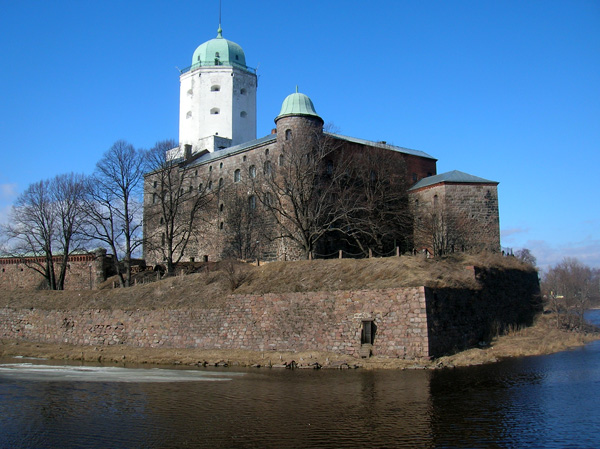
ヴィボルグ城

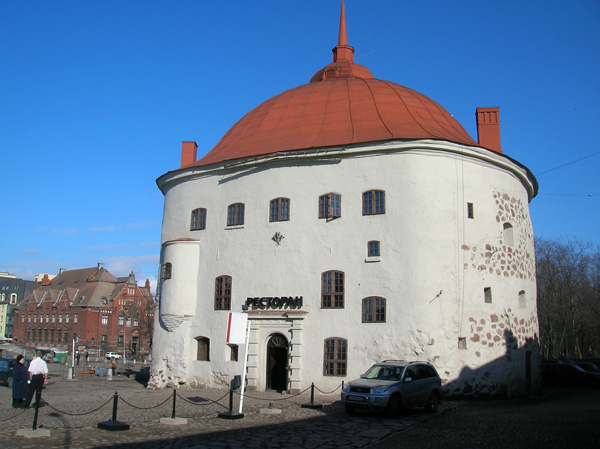
丸い塔（1550年）

ヴィボルグ（ロシア語: Вы́борг, ラテン文字転写: Vyborg）は、ロシア連邦レニングラード州の都市。人口は7万2530人（2021年）。
ロシア語での発音はヴィーボルクに近く、また他にヴィボルク、ヴイボルクなどの表記も用いられる。かつてはスウェーデン領やフィンランド領であった都市であり、ヴィープリ（カレリア語・フィンランド語: Viipuri）、ヴィボリ（スウェーデン語: Viborg）の名でも知られる。ちなみにドイツ語ではヴィボルク（ドイツ語: Wiborg）と表記される。
フィンランド湾に面し、カレリア地峡の北西端に位置する。サンクトペテルブルクから北西に130 kmの距離にあり、38 km北にフィンランドとロシアの国境がある。

## 歴史
この街の地域はヴオクサ川の西の支流上にあり、貿易の中心地であった。フィン人の一派カレリア人が住んでおり、彼らはノヴゴロドやスウェーデンの支配下に入った。
1293年、いわゆる「第三次スウェーデン十字軍」の際に、ヴィボルグ城が元帥トルケル・クヌートソンによって建てられた。この城を巡ってスウェーデンとノヴゴロドは数十年にわたって争った。1323年の条約によってスウェーデンの一部となった。ロシア・スウェーデン戦争（1495–1497年）の間、街は攻囲に抵抗した。
1403年、スウェーデン王エーリク・ア・ポンメルンにより貿易特権を与えられた。1710年の大北方戦争でピョートル1世に占領されるまで、スウェーデン領であった。1721年のニスタット条約によってロシア領となった。1790年、第一次ロシア・スウェーデン戦争では、ヴィボルグ湾の戦いと呼ばれる大規模な海戦が起こった。
1809年にフィンランドがロシアに割譲されると、アレクサンドル1世は1812年にこの街を含む地域をフィンランド大公国に編入した。19世紀の間、フィンランド東部における行政と貿易の中心地として発展した。1856年に開通したサイマー運河はフィンランド東部と海を結ぶ道となり、地域経済に貢献した。工業は育たなかったが、その位置のためにカレリア地峡、ラドガ・カレリア、南東フィンランドでの工業製品の運輸の中心地となった。
1905年のロシア第一次革命によって、皇帝によりドゥーマ（国会）の開催が約束され、1906年4月末よりペテルブルクでドゥーマ（国会）が開催された（第一国会）。しかし、政府との対立から7月上旬に解散させられると、議員たちはヴィボルグのホテルに集結し、167人によるヴィボルグ・アピールを示した。
1917年のロシア革命ののち、フィンランドは独立を宣言した。フィンランド内戦で街は赤衛軍が掌握したが、1918年4月29日に白衛軍に占領された。戦間期には街はヴィープリと呼ばれ、フィンランド第2の都市だった。人口は8万人で、少数民族としてロシア人、ドイツ人、スウェーデン人がいた。この時期にアルヴァ・アールトによる近代建築の傑作、ヴィープリ図書館が建てられた。
冬戦争では、7万人の人々がヴィープリからフィンランド西部に避難した。住民がいなくなったヴィープリとカレリア地峡全体は、モスクワ講和条約によってソ連に割譲され、1940年にカレロ＝フィン・ソビエト社会主義共和国に編入された。ヴィープリには1万人程度のフィン人が残っていたが、彼らも引渡しの前に立ち退いた。
旧フィンランド領のカレリアからの避難民は政治的な勢力となり、その要望はフィンランドがドイツの支援を受けてソ連と戦う動機となった。1941年8月29日、ヴィープリはフィンランド軍によって奪回され、フィンランド政府はモスクワ講和条約で失った地域を併合した。その年のうちに9千7百人が帰還し、1942年には1万6千人となった。2万8千人まで戻った住民は、ノルマンディー上陸作戦と平行して行われた赤軍の大規模な攻勢の前に、再び避難民となった。1944年6月20日に街は陥落したが、タリ＝イハンタラの戦いでフィンランド軍はソ連の攻撃を止めた。
1944年9月19日のモスクワ休戦協定によって、国境線はモスクワ講和条約のものに戻り、パリ条約でフィンランドはヴィープリを放棄した。ヴィープリはレニングラード州に編入されてヴィボルグと名前を変え、ソ連全土からの移住者が集まった。

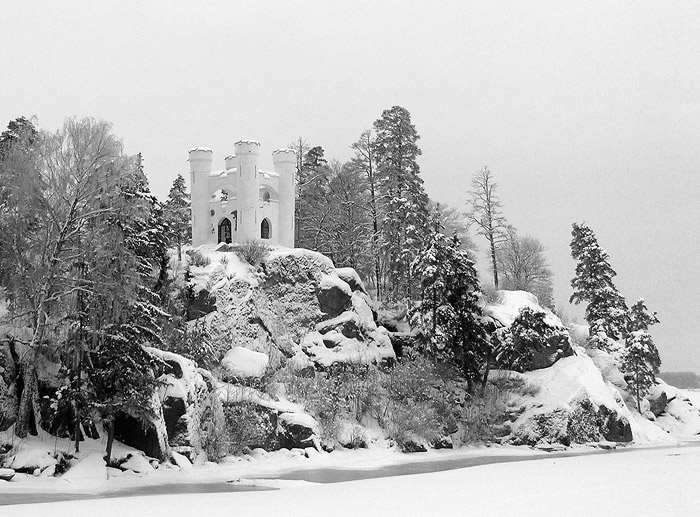
冬のモン・レポス

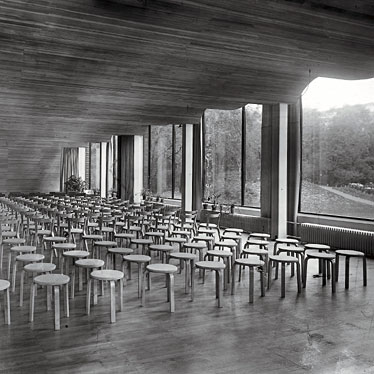
ヴィープリ図書館

2019年10月1日より、電子査証によるサンクトペテルブルクおよびレニングラード州への訪問が可能となった。
（詳細はロシアの査証政策を参照）

## 自然

### 気候
| ヴィボルグの気候       | ヴィボルグの気候 | ヴィボルグの気候 | ヴィボルグの気候 | ヴィボルグの気候 | ヴィボルグの気候 | ヴィボルグの気候 | ヴィボルグの気候 | ヴィボルグの気候 | ヴィボルグの気候 | ヴィボルグの気候 | ヴィボルグの気候 | ヴィボルグの気候 | ヴィボルグの気候 |
| 月                     | 1月              | 2月              | 3月              | 4月              | 5月              | 6月              | 7月              | 8月              | 9月              | 10月             | 11月             | 12月             | 年               |
| ---------------------- | ---------------- | ---------------- | ---------------- | ---------------- | ---------------- | ---------------- | ---------------- | ---------------- | ---------------- | ---------------- | ---------------- | ---------------- | ---------------- |
| 最高気温記録 °C （°F） | 6.9 (44.4)       | 8.4 (47.1)       | 13.8 (56.8)      | 22.1 (71.8)      | 29.0 (84.2)      | 32.9 (91.2)      | 34.6 (94.3)      | 33.4 (92.1)      | 26.0 (78.8)      | 17.1 (62.8)      | 12.0 (53.6)      | 8.6 (47.5)       | 34.6 (94.3)      |
| 平均最高気温 °C （°F） | −4.2 (24.4)      | −4.1 (24.6)      | 0.6 (33.1)       | 7.1 (44.8)       | 14.7 (58.5)      | 19.3 (66.7)      | 22.2 (72)        | 20.2 (68.4)      | 14.5 (58.1)      | 7.9 (46.2)       | 1.8 (35.2)       | −1.7 (28.9)      | 8.2 (46.8)       |
| 日平均気温 °C （°F）   | −7.0 (19.4)      | −7.3 (18.9)      | −3.0 (26.6)      | 3.3 (37.9)       | 10.3 (50.5)      | 15.3 (59.5)      | 18.3 (64.9)      | 16.5 (61.7)      | 11.3 (52.3)      | 5.5 (41.9)       | −0.2 (31.6)      | −4.2 (24.4)      | 4.9 (40.8)       |
| 平均最低気温 °C （°F） | −9.9 (14.2)      | −10.5 (13.1)     | −6.5 (20.3)      | −0.6 (30.9)      | 5.9 (42.6)       | 11.2 (52.2)      | 14.3 (57.7)      | 12.7 (54.9)      | 8.0 (46.4)       | 3.2 (37.8)       | −2.2 (28)        | −6.7 (19.9)      | 1.6 (34.9)       |
| 最低気温記録 °C （°F） | −36.8 (−34.2)    | −32.4 (−26.3)    | −28.2 (−18.8)    | −18.6 (−1.5)     | −4.6 (23.7)      | 0.1 (32.2)       | 5.8 (42.4)       | 2.5 (36.5)       | −3.9 (25)        | −11.4 (11.5)     | −21.0 (−5.8)     | −29.3 (−20.7)    | −36.8 (−34.2)    |
| 降水量 mm （inch）     | 49.1 (1.933)     | 37.9 (1.492)     | 38.1 (1.5)       | 32.6 (1.283)     | 41.0 (1.614)     | 64.4 (2.535)     | 69.2 (2.724)     | 83.6 (3.291)     | 70.1 (2.76)      | 76.5 (3.012)     | 71.8 (2.827)     | 66.9 (2.634)     | 701.2 (27.606)   |
| 出典：Выборг погода    |                  |                  |                  |                  |                  |                  |                  |                  |                  |                  |                  |                  |                  |

## 名所
ヴィボルグでもっとも有名な場所は、ヴィボルグ城である。13世紀にスウェーデン人によって建てられ、1891年から1894年に大規模に再建された。「丸い塔」とラサウス塔は16世紀半ばに建てられたもの。アルヴァ・アールトによるヴィープリ図書館は、近代建築の歴史における基準点となっている。
1740年に建てられたロシアによる要塞や、ピョートル1世とトルケル・クヌートソンの記念碑もある。「レーニンの家」は、1917年の9月から10月にレーニンが滞在し、十月革命の準備を行った場所である。
フィンランド湾に面した高台にあるモン・レポス公園は、東欧でもっとも広大なイギリス式庭園の一つである。

## 姉妹都市
- ボードー、ノルウェー
- ラッペーンランタ、フィンランド
- ニーショーピング、スウェーデン

## 出身者
- フィンランド大公国・フィンランド共和国時代
  - マルッティ・アハティサーリ - フィンランド大統領
  - エルンスト・ミエルク - 作曲家・ピアニスト
  - エーロ・ヤルネフェルト - 画家
  - アルマス・ヤルネフェルト - 指揮者・作曲家（エーロの弟）
  - イェオリ・シュネーヴォイクト - 指揮者、チェロ奏者
- ソビエト連邦・ロシア連邦時代
  - アレクサンドル・ウラソフ (自転車選手) 
  - エフゲニー・ベルズィン - 自転車競技選手
  - ヴィアチェスラフ・エキモフ - 自転車競技選手

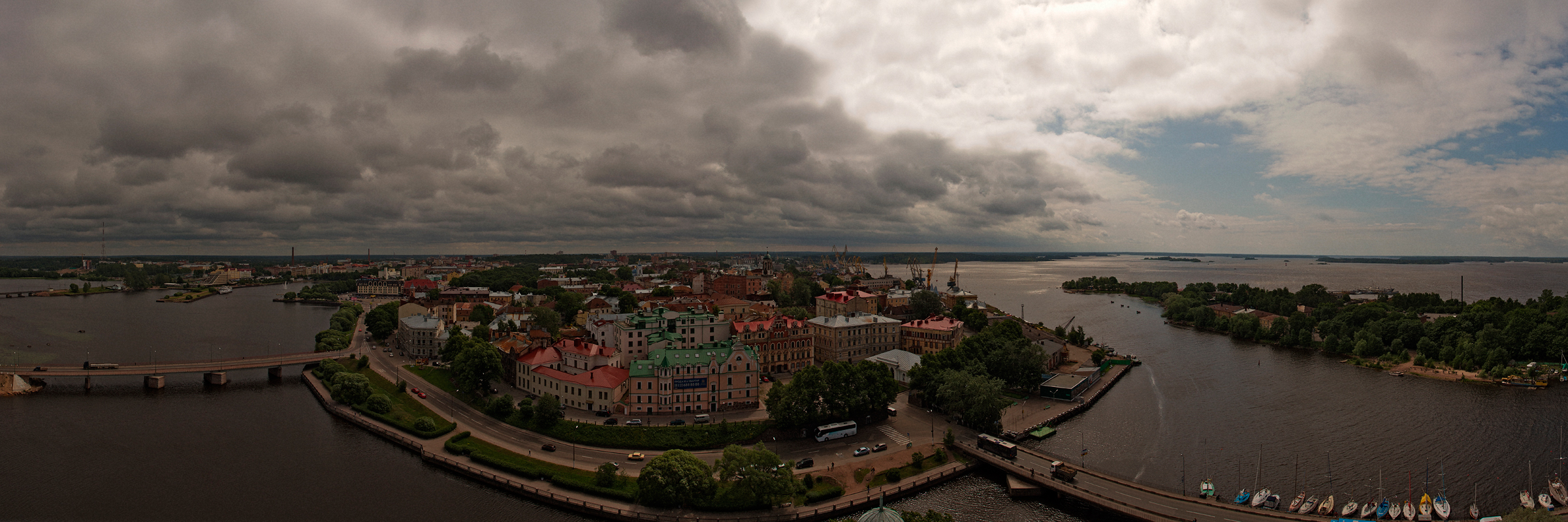
城の塔からの眺め

  - ヴィタリー・ペトロフ - F1ドライバー